# 庫努夫
庫努夫是波蘭的城鎮，位於該國東南部，距離聖十字地區奧斯特羅維茨約8公里，由聖十字省負責管轄，面積7.28平方公里，2006年人口3,127。1705年，該鎮發生疫情，造成560人死亡。

## 外部連結
- Kunów, official website （页面存档备份，存于）

50°58′N 21°17′E / 50.967°N 21.283°E